# 暗影山
暗影山，又名酒桶山，是一座位於臺灣臺中市太平區頭汴里與東汴里交界的山，近新社區界，為烏溪（大肚溪）支流茄苳寮溪、茅埔坑溪與大甲溪支流抽藤坑溪的分水嶺。山頂海拔995.2公尺，立有三等三角點4181號，為臺灣小百岳，也是臺灣所有海拔1000公尺以下；且有三等以上三角點的山中，海拔最高者。山脊略呈O形走向，包圍大湖桶坑的源頭，南麓有大湖桶坑溪支流匯集而成的仙女瀑布。山脊以西與大崩山相望，北北西方向則以茄苳寮溪與頭嵙山、石苓湖山相隔。由於露頭遍布，位置突聳，名列小百岳「九嶂」之一。
暗影山一名，源自山脊北面抽藤坑溪沿岸的舊稱「暗影」。酒桶山之名一說為形容山的形貌，一說則與鄭成功的傳說有關。登此山可由西南方太平端的區道中100線進入，亦可東北方新社端的區道中95線進入。